# Arcisse de Caumont
Pour les articles homonymes, voir Maison de Caumont.
Arcisse de Caumont, né le 28 août 1801 à Bayeux et mort le 16 avril 1873 à Caen, est un historien et archéologue français.
Il a été le premier à organiser l'histoire de l'architecture en périodes chronologiques spécifiques et il est considéré comme le père de l'archéologie médiévale en France.

## Biographie
Arcisse de Caumont est le fils du peintre François de Caumont et de Marie-Louise Hue de Mathan. En 1810, il fut envoyé au collège de Falaise, dont l’abbé Hervieu était le principal. Celui-ci lui confia la tâche d’entretenir les appareils de physique, ce qui enthousiasma le jeune de Caumont qui avait un penchant naturel pour l’étude des sciences. À 15 ans, il donnait des leçons à ses condisciples. En 1817, il entra au collège de Bayeux, passa son baccalauréat de lettres et se fit inscrire à la faculté de droit. Il obtint le diplôme de bachelier le 30 décembre 1822 et celui de licencié le 28 août 1824, ayant traité le sujet de thèse Du rang que les hypothèques ont entre elles, du mode de leur inscription et de leur radiation.
Tout en faisant ses études de droit, Caumont suivait les cours de la faculté des lettres et de la faculté des sciences, et plus spécialement ceux d’histoire romaine. La même année que sa licence, il rédigea un Essai sur l’architecture religieuse du Moyen Âge et ouvrit, à Caen, un cours d’archéologie monumentale, qui sera publié en 6 volumes sous le titre Histoire de l’architecture religieuse, civile et militaire. Caumont rapporta dans ses souvenirs que les professeurs lui ayant demandé un jour de lire ses notes du cours de la veille, il leur lut ce qu’il avait littéralement copié dans un livre d’histoire de la bibliothèque. Il reçut des compliments pour ce secret qu’il ne dévoila pas.
Arcisse de Caumont fonda la Société des antiquaires de Normandie et la Société linnéenne de Normandie en 1824, la Société française d'archéologie en 1834, l’Association normande et la Société pour la conservation des monuments. Non content d’avoir trouvé de nombreux adhérents à ces diverses associations, Caumont s’occupa de mettre en relations directes les divers membres qui les composaient et de donner à chacun l’occasion d’exprimer ses opinions et de développer ses idées. Son dessein d'éveiller les curiosités et la créativité par une saine émulation est visible dans le compte rendu de la séance générale de 1862 par la Société française d'archéologie, où il encourage les uns et les autres à partager leurs observations individuelles sur un mode éclectique enrichissant. Il y sollicite par exemple de Jacques-Ferdinand Prévost, commandant du génie militaire à Saumur et amateur éclairé d’archéologie, une présentation des résultats des investigations personnelles de celui-ci sur les murs de forteresses vitrifiés que ce dernier a pu observer à Saumur et à Sainte-Suzanne, sur les tombes gallo-romaines inexplorées du vallon de Lacune près de Beaune, sur la ville perdue d’Armançon aux sources de la rivière du même nom. En plus des congrès archéologiques, il fut également à l'origine d'une vaste entreprise de congrès scientifiques, les « Congrès scientifiques de France », visant à réveiller les talents de province, qui donnèrent lieu à une collection d'ouvrages du même nom et connurent un grand succès.
Les travaux d’Arcisse de Caumont ont permis à la renaissance gothique de débuter en France sur des bases intellectuelles fiables. L’Encyclopédie du Moyen Âge le note comme le premier à diviser l’architecture rationnellement en phases chronologiques différentes.
Reprenant l'idée d'un de ses mentors, l’autre archéologue normand, Charles de Gerville, inventeur du mot « roman », il contribue notamment à la popularisation en architecture du terme « roman », jusque-là utilisé par les linguistes. Ses ouvrages fort recherchés lui ont valu d’être nommé membre correspondant de l’Académie des inscriptions et belles-lettres. L’Abécédaire ou rudiment de l’archéologie (en trois tomes, chacun sur une période d’architecture majeure) fut un outil de vulgarisation qu’on a pu qualifier de vulgate de l’architecture médiévale. Il donne ainsi un essor à un mouvement intellectuel qui se propage dans la France tout entière et se traduit par la fondation d’une foule de sociétés savantes ou littéraires, dont chacune possède aujourd’hui une bibliothèque, des archives et quelques-unes même un musée.
Arcisse de Caumont a composé plus de trente volumes sur l’archéologie et il a activement concouru à la publication d’environ deux cents volumes de comptes-rendus et de mémoires des congrès des sociétés dont il était le fondateur. Son grand œuvre est le monumental Cours d’antiquités monumentales : histoire de l’art dans l’ouest de la France, depuis les temps les plus reculés jusqu’au XVIIe siècle couvrant les architectures religieuse, civile et militaire de l’ère gallo-romaine au Moyen Âge, publié de 1830 à 1841.
Il est élu le 4 février 1864 à l'Académie des sciences, belles-lettres et arts de Savoie, avec pour titre académique Agrégé.
Ce philanthrope, marié le 15 février 1832, qui avait doté sa ville natale d’un jardin botanique et d’une école primaire, fut inhumé, à sa mort, dans le cimetière Saint-Jean à Vaucelles, un faubourg de Caen.

## Distinctions
- Commandeur de l'ordre de la Couronne de chêne
- Commandeur de l'ordre de Léopold
- Chevalier de l'ordre royal de l'Étoile polaire (1854).
- Chevalier de l'ordre de Pie IX (1854)
- Officier de la Légion d'honneur (1867).

## Hommages, postérité
- À Bayeux :
  - Une plaque commémorative est sur sa maison natale, située au 17 rue des Chanoines.
  - Une rue porte son nom.
  - Un lycée polyvalent porte son nom.
  - Une statue le représentant réalisée par Victor-Edmond Leharivel-Durocher et inaugurée en 1876 à l'intersection du boulevard d'Eindhoven et de la rue Baron-Gérard, dans le parc du lycée.
- Une rue à Bernières-sur-Mer porte son nom.
- Une rue à Caen porte son nom.
- Une rue à Luc-sur-Mer porte son nom.
- Une rue au Manoir porte son nom.
- Un portrait le représentant peut être aperçu dans le musée archéologique de Vieux-la-Romaine.

### Iconographie
Une médaille à son effigie a été exécutée par le graveur André Vauthier-Galle en 1861. Un exemplaire en est conservé au musée Carnavalet (ND 204).

## Publications
- Mémoire géologique : sur quelques terrains de la Normandie occidentale, Caen, Chalopin Fils, 1825 ;
- Essai sur la topographie géognostique du département du Calvados, Caen, Chalopin, 1828.
- Mémoires de la Société linnéenne de Normandie, Paris, Lance, 1829.
- Cours d’antiquités monumentales professé à Caen, en 1830, (1re partie : Antiquités celtiques ; 2e partie et 3e partie : Antiquités gallo-romaines ; 4e partie : Architecture religieuse du Moyen Âge ; 5e partie : Architecture militaire ; 6e partie : État de la peinture, de la calligraphie, de l’orfèvrerie et autres arts à l’époque du Moyen Âge), Caen, Lange, 1830-41.
- Histoire sommaire de l’architecture religieuse, civile et militaire au Moyen Âge, Caen, Lance, 1836.
- Histoire de l’architecture religieuse au Moyen Âge, Caen, Derache, 1841.
- Rapport verbal fait à la Société française pour la conservation des monuments dans la séance administrative du 7 déc. 1844, sur quelques antiquités du midi de la France, Caen, [s.n.], 1845.
- Statistique monumentale du Calvados sur Gallica, Caen, Le Blanc-Hardel, 1846-67.
- Statistiques routières de la Basse-Normandie, Caen, Derache, 1855..
- Abécédaire héraldique, ou Notions générales sur le blason, Caen, A. Hardel, 1861.
- Inauguration d’un monument à Dives en mémoire du départ de l’armée de Guillaume-le-Bâtard pour la conquête de l’Angleterre en 1066, Caen, A. Hardel, 1861.
- Bulletin monumental ou collection de memoires et de renseignements sur la statistique monumentale de la France, Édité par Française. 1865.
- Archéologie des écoles primaires, Caen, Le Blanc-Hardel, 1868.
- Le Mur de Laudunum, Caen, [s.n.], 1868.
- Abécédaire ou rudiment d’archéologie, Caen, F. Le Blanc-Hardel, 1869.
- Le Beurre d’Isigny à Monaco : résumé d'une communication verbale faite au Congrès de l'Association normande à Isigny en juin 1869, Caen, F. Le Blanc-Hardel, 1869, 14 p., in-8o
- La Vallée de la Dives : statistique ripuaire Caen, Res Universis, 1853 ; reprint 1992.

## Sources bibliographiques
- Vincent Juhel (dir.), Arcisse de Caumont (1801-1873), érudit normand et fondateur de l’archéologie française : actes du colloque international organisé à Caen du 14 au 16 juin 2001, Caen, Société des antiquaires de Normandie, 2004, 515 p. (ISBN 978-2-95105-582-7, lire en ligne).
- Bulletin du bibliophile et du bibliothécaire, Caen, Giraud-Badin, 1873, p. 421-2.